# 1225
Portal Geschichte | Portal Biografien | Aktuelle Ereignisse | Jahreskalender | Tagesartikel

◄ |
12. Jahrhundert |
13. Jahrhundert
| 14. Jahrhundert | ►

◄ |
1190er |
1200er |
1210er |
1220er
| 1230er | 1240er | 1250er | ►

◄◄ |
◄ |
1221 |
1222 |
1223 |
1224 |
1225
| 1226 | 1227 | 1228 | 1229 | ► | ►►
Staatsoberhäupter  · Nekrolog
| Januar | Januar | Januar | Januar | Januar | Januar | Januar | Januar |
| Kw     | Mo     | Di     | Mi     | Do     | Fr     | Sa     | So     |
| ------ | ------ | ------ | ------ | ------ | ------ | ------ | ------ |
| 1      |        |        | 1      | 2      | 3      | 4      | 5      |
| 2      | 6      | 7      | 8      | 9      | 10     | 11     | 12     |
| 3      | 13     | 14     | 15     | 16     | 17     | 18     | 19     |
| 4      | 20     | 21     | 22     | 23     | 24     | 25     | 26     |
| 5      | 27     | 28     | 29     | 30     | 31     |        |        |

| Februar | Februar | Februar | Februar | Februar | Februar | Februar | Februar |
| Kw      | Mo      | Di      | Mi      | Do      | Fr      | Sa      | So      |
| ------- | ------- | ------- | ------- | ------- | ------- | ------- | ------- |
| 5       |         |         |         |         |         | 1       | 2       |
| 6       | 3       | 4       | 5       | 6       | 7       | 8       | 9       |
| 7       | 10      | 11      | 12      | 13      | 14      | 15      | 16      |
| 8       | 17      | 18      | 19      | 20      | 21      | 22      | 23      |
| 9       | 24      | 25      | 26      | 27      | 28      |         |         |

| März | März | März | März | März | März | März | März |
| Kw   | Mo   | Di   | Mi   | Do   | Fr   | Sa   | So   |
| ---- | ---- | ---- | ---- | ---- | ---- | ---- | ---- |
| 9    |      |      |      |      |      | 1    | 2    |
| 10   | 3    | 4    | 5    | 6    | 7    | 8    | 9    |
| 11   | 10   | 11   | 12   | 13   | 14   | 15   | 16   |
| 12   | 17   | 18   | 19   | 20   | 21   | 22   | 23   |
| 1    | 24   | 25   | 26   | 27   | 28   | 29   | 30   |
| 14   | 31   |      |      |      |      |      |      |

| April | April | April | April | April | April | April | April |
| Kw    | Mo    | Di    | Mi    | Do    | Fr    | Sa    | So    |
| ----- | ----- | ----- | ----- | ----- | ----- | ----- | ----- |
| 14    |       | 1     | 2     | 3     | 4     | 5     | 6     |
| 15    | 7     | 8     | 9     | 10    | 11    | 12    | 13    |
| 16    | 14    | 15    | 16    | 17    | 18    | 19    | 20    |
| 17    | 21    | 22    | 23    | 24    | 25    | 26    | 27    |
| 18    | 28    | 29    | 30    |       |       |       |       |

| Mai | Mai | Mai | Mai | Mai | Mai | Mai | Mai |
| Kw  | Mo  | Di  | Mi  | Do  | Fr  | Sa  | So  |
| --- | --- | --- | --- | --- | --- | --- | --- |
| 18  |     |     |     | 1   | 2   | 3   | 4   |
| 19  | 5   | 6   | 7   | 8   | 9   | 10  | 11  |
| 20  | 12  | 13  | 14  | 15  | 16  | 17  | 18  |
| 21  | 19  | 20  | 21  | 22  | 23  | 24  | 25  |
| 22  | 26  | 27  | 28  | 29  | 30  | 31  |     |

| Juni | Juni | Juni | Juni | Juni | Juni | Juni | Juni |
| Kw   | Mo   | Di   | Mi   | Do   | Fr   | Sa   | So   |
| ---- | ---- | ---- | ---- | ---- | ---- | ---- | ---- |
| 22   |      |      |      |      |      |      | 1    |
| 23   | 2    | 3    | 4    | 5    | 6    | 7    | 8    |
| 24   | 9    | 10   | 11   | 12   | 13   | 14   | 15   |
| 25   | 16   | 17   | 18   | 19   | 20   | 21   | 22   |
| 26   | 23   | 24   | 25   | 26   | 27   | 28   | 29   |
| 27   | 30   |      |      |      |      |      |      |

| Juli | Juli | Juli | Juli | Juli | Juli | Juli | Juli |
| Kw   | Mo   | Di   | Mi   | Do   | Fr   | Sa   | So   |
| ---- | ---- | ---- | ---- | ---- | ---- | ---- | ---- |
| 27   |      | 1    | 2    | 3    | 4    | 5    | 6    |
| 2    | 7    | 8    | 9    | 10   | 11   | 12   | 13   |
| 29   | 14   | 15   | 16   | 17   | 18   | 19   | 20   |
| 30   | 21   | 22   | 23   | 24   | 25   | 26   | 27   |
| 31   | 28   | 29   | 30   | 31   |      |      |      |

| August | August | August | August | August | August | August | August |
| Kw     | Mo     | Di     | Mi     | Do     | Fr     | Sa     | So     |
| ------ | ------ | ------ | ------ | ------ | ------ | ------ | ------ |
| 31     |        |        |        |        | 1      | 2      | 3      |
| 32     | 4      | 5      | 6      | 7      | 8      | 9      | 10     |
| 33     | 11     | 12     | 13     | 14     | 15     | 16     | 17     |
| 34     | 18     | 19     | 20     | 21     | 22     | 23     | 24     |
| 35     | 25     | 26     | 27     | 28     | 29     | 30     | 31     |

| September | September | September | September | September | September | September | September |
| Kw        | Mo        | Di        | Mi        | Do        | Fr        | Sa        | So        |
| --------- | --------- | --------- | --------- | --------- | --------- | --------- | --------- |
| 36        | 1         | 2         | 3         | 4         | 5         | 6         | 7         |
| 37        | 8         | 9         | 10        | 11        | 12        | 13        | 14        |
| 38        | 15        | 16        | 17        | 18        | 19        | 20        | 21        |
| 39        | 22        | 23        | 24        | 25        | 26        | 27        | 28        |
| 40        | 29        | 30        |           |           |           |           |           |

| Oktober | Oktober | Oktober | Oktober | Oktober | Oktober | Oktober | Oktober |
| Kw      | Mo      | Di      | Mi      | Do      | Fr      | Sa      | So      |
| ------- | ------- | ------- | ------- | ------- | ------- | ------- | ------- |
| 40      |         |         | 1       | 2       | 3       | 4       | 5       |
| 41      | 6       | 7       | 8       | 9       | 10      | 11      | 12      |
| 42      | 13      | 14      | 15      | 16      | 17      | 18      | 19      |
| 43      | 20      | 21      | 22      | 23      | 24      | 25      | 26      |
| 44      | 27      | 28      | 29      | 30      | 31      |         |         |

| November | November | November | November | November | November | November | November |
| Kw       | Mo       | Di       | Mi       | Do       | Fr       | Sa       | So       |
| -------- | -------- | -------- | -------- | -------- | -------- | -------- | -------- |
| 44       |          |          |          |          |          | 1        | 2        |
| 45       | 3        | 4        | 5        | 6        | 7        | 8        | 9        |
| 46       | 10       | 11       | 12       | 13       | 14       | 15       | 16       |
| 47       | 17       | 18       | 19       | 20       | 21       | 22       | 23       |
| 48       | 24       | 25       | 26       | 27       | 28       | 29       | 30       |

| Dezember | Dezember | Dezember | Dezember | Dezember | Dezember | Dezember | Dezember |
| Kw       | Mo       | Di       | Mi       | Do       | Fr       | Sa       | So       |
| -------- | -------- | -------- | -------- | -------- | -------- | -------- | -------- |
| 49       | 1        | 2        | 3        | 4        | 5        | 6        | 7        |
| 50       | 8        | 9        | 10       | 11       | 12       | 13       | 14       |
| 51       | 15       | 16       | 17       | 18       | 19       | 20       | 21       |
| 52       | 22       | 23       | 24       | 25       | 26       | 27       | 28       |
| 1        | 29       | 30       | 31       |          |          |          |          |

| Januar | Januar | Januar | Januar | Januar | Januar | Januar | Januar |
| Kw     | Mo     | Di     | Mi     | Do     | Fr     | Sa     | So     |
| ------ | ------ | ------ | ------ | ------ | ------ | ------ | ------ |
| 1      |        |        | 1      | 2      | 3      | 4      | 5      |
| 2      | 6      | 7      | 8      | 9      | 10     | 11     | 12     |
| 3      | 13     | 14     | 15     | 16     | 17     | 18     | 19     |
| 4      | 20     | 21     | 22     | 23     | 24     | 25     | 26     |
| 5      | 27     | 28     | 29     | 30     | 31     |        |        |

| Februar | Februar | Februar | Februar | Februar | Februar | Februar | Februar |
| Kw      | Mo      | Di      | Mi      | Do      | Fr      | Sa      | So      |
| ------- | ------- | ------- | ------- | ------- | ------- | ------- | ------- |
| 5       |         |         |         |         |         | 1       | 2       |
| 6       | 3       | 4       | 5       | 6       | 7       | 8       | 9       |
| 7       | 10      | 11      | 12      | 13      | 14      | 15      | 16      |
| 8       | 17      | 18      | 19      | 20      | 21      | 22      | 23      |
| 9       | 24      | 25      | 26      | 27      | 28      |         |         |

| März | März | März | März | März | März | März | März |
| Kw   | Mo   | Di   | Mi   | Do   | Fr   | Sa   | So   |
| ---- | ---- | ---- | ---- | ---- | ---- | ---- | ---- |
| 9    |      |      |      |      |      | 1    | 2    |
| 10   | 3    | 4    | 5    | 6    | 7    | 8    | 9    |
| 11   | 10   | 11   | 12   | 13   | 14   | 15   | 16   |
| 12   | 17   | 18   | 19   | 20   | 21   | 22   | 23   |
| 1    | 24   | 25   | 26   | 27   | 28   | 29   | 30   |
| 14   | 31   |      |      |      |      |      |      |

| April | April | April | April | April | April | April | April |
| Kw    | Mo    | Di    | Mi    | Do    | Fr    | Sa    | So    |
| ----- | ----- | ----- | ----- | ----- | ----- | ----- | ----- |
| 14    |       | 1     | 2     | 3     | 4     | 5     | 6     |
| 15    | 7     | 8     | 9     | 10    | 11    | 12    | 13    |
| 16    | 14    | 15    | 16    | 17    | 18    | 19    | 20    |
| 17    | 21    | 22    | 23    | 24    | 25    | 26    | 27    |
| 18    | 28    | 29    | 30    |       |       |       |       |

| Mai | Mai | Mai | Mai | Mai | Mai | Mai | Mai |
| Kw  | Mo  | Di  | Mi  | Do  | Fr  | Sa  | So  |
| --- | --- | --- | --- | --- | --- | --- | --- |
| 18  |     |     |     | 1   | 2   | 3   | 4   |
| 19  | 5   | 6   | 7   | 8   | 9   | 10  | 11  |
| 20  | 12  | 13  | 14  | 15  | 16  | 17  | 18  |
| 21  | 19  | 20  | 21  | 22  | 23  | 24  | 25  |
| 22  | 26  | 27  | 28  | 29  | 30  | 31  |     |

| Juni | Juni | Juni | Juni | Juni | Juni | Juni | Juni |
| Kw   | Mo   | Di   | Mi   | Do   | Fr   | Sa   | So   |
| ---- | ---- | ---- | ---- | ---- | ---- | ---- | ---- |
| 22   |      |      |      |      |      |      | 1    |
| 23   | 2    | 3    | 4    | 5    | 6    | 7    | 8    |
| 24   | 9    | 10   | 11   | 12   | 13   | 14   | 15   |
| 25   | 16   | 17   | 18   | 19   | 20   | 21   | 22   |
| 26   | 23   | 24   | 25   | 26   | 27   | 28   | 29   |
| 27   | 30   |      |      |      |      |      |      |

| Juli | Juli | Juli | Juli | Juli | Juli | Juli | Juli |
| Kw   | Mo   | Di   | Mi   | Do   | Fr   | Sa   | So   |
| ---- | ---- | ---- | ---- | ---- | ---- | ---- | ---- |
| 27   |      | 1    | 2    | 3    | 4    | 5    | 6    |
| 2    | 7    | 8    | 9    | 10   | 11   | 12   | 13   |
| 29   | 14   | 15   | 16   | 17   | 18   | 19   | 20   |
| 30   | 21   | 22   | 23   | 24   | 25   | 26   | 27   |
| 31   | 28   | 29   | 30   | 31   |      |      |      |

| August | August | August | August | August | August | August | August |
| Kw     | Mo     | Di     | Mi     | Do     | Fr     | Sa     | So     |
| ------ | ------ | ------ | ------ | ------ | ------ | ------ | ------ |
| 31     |        |        |        |        | 1      | 2      | 3      |
| 32     | 4      | 5      | 6      | 7      | 8      | 9      | 10     |
| 33     | 11     | 12     | 13     | 14     | 15     | 16     | 17     |
| 34     | 18     | 19     | 20     | 21     | 22     | 23     | 24     |
| 35     | 25     | 26     | 27     | 28     | 29     | 30     | 31     |

| September | September | September | September | September | September | September | September |
| Kw        | Mo        | Di        | Mi        | Do        | Fr        | Sa        | So        |
| --------- | --------- | --------- | --------- | --------- | --------- | --------- | --------- |
| 36        | 1         | 2         | 3         | 4         | 5         | 6         | 7         |
| 37        | 8         | 9         | 10        | 11        | 12        | 13        | 14        |
| 38        | 15        | 16        | 17        | 18        | 19        | 20        | 21        |
| 39        | 22        | 23        | 24        | 25        | 26        | 27        | 28        |
| 40        | 29        | 30        |           |           |           |           |           |

| Oktober | Oktober | Oktober | Oktober | Oktober | Oktober | Oktober | Oktober |
| Kw      | Mo      | Di      | Mi      | Do      | Fr      | Sa      | So      |
| ------- | ------- | ------- | ------- | ------- | ------- | ------- | ------- |
| 40      |         |         | 1       | 2       | 3       | 4       | 5       |
| 41      | 6       | 7       | 8       | 9       | 10      | 11      | 12      |
| 42      | 13      | 14      | 15      | 16      | 17      | 18      | 19      |
| 43      | 20      | 21      | 22      | 23      | 24      | 25      | 26      |
| 44      | 27      | 28      | 29      | 30      | 31      |         |         |

| November | November | November | November | November | November | November | November |
| Kw       | Mo       | Di       | Mi       | Do       | Fr       | Sa       | So       |
| -------- | -------- | -------- | -------- | -------- | -------- | -------- | -------- |
| 44       |          |          |          |          |          | 1        | 2        |
| 45       | 3        | 4        | 5        | 6        | 7        | 8        | 9        |
| 46       | 10       | 11       | 12       | 13       | 14       | 15       | 16       |
| 47       | 17       | 18       | 19       | 20       | 21       | 22       | 23       |
| 48       | 24       | 25       | 26       | 27       | 28       | 29       | 30       |

| Dezember | Dezember | Dezember | Dezember | Dezember | Dezember | Dezember | Dezember |
| Kw       | Mo       | Di       | Mi       | Do       | Fr       | Sa       | So       |
| -------- | -------- | -------- | -------- | -------- | -------- | -------- | -------- |
| 49       | 1        | 2        | 3        | 4        | 5        | 6        | 7        |
| 50       | 8        | 9        | 10       | 11       | 12       | 13       | 14       |
| 51       | 15       | 16       | 17       | 18       | 19       | 20       | 21       |
| 52       | 22       | 23       | 24       | 25       | 26       | 27       | 28       |
| 1        | 29       | 30       | 31       |          |          |          |          |

## Ereignisse

### Politik und Weltgeschehen

#### Dänemark/Norddeutschland
- Januar: Albrecht II. von Orlamünde, Statthalter des 1223 in Gefangenschaft geratenen dänischen Königs Waldemar II., zieht mit mehreren dänischen Adeligen und seinem welfischen Vetter Otto von Lüneburg gegen Waldemars Entführer Adolf IV. von Schauenburg und Heinrich I. von Schwerin und die mit ihnen verbündeten norddeutschen Adeligen. In der Schlacht bei Mölln erleiden sie eine empfindliche Niederlage, Albrecht gerät ebenfalls in Gefangenschaft.
- 17. November: Im Friedensschluss nach der Schlacht bei Mölln erhält Adolf IV. von Holstein vom in Gefangenschaft geratenen dänischen Reichsverweser Albrecht II. von Orlamünde die Grafschaft Holstein zurück, die Adolfs Vater von den Dänen abgenommen worden ist. Waldemar verzichtet außerdem für seine Freilassung auf alle deutschen Lehensgebiete mit Ausnahme des Fürstentums Rügen, er gewährt völlige Handelsfreiheit für die deutschen Städte und verpflichtet sich zu einer Zahlung von 45.000 Mark Silber.
- 21. Dezember: Der mit seinem Sohn Waldemar von Schleswig in die Gefangenschaft des Grafen Heinrich I. von Schwerin geratene dänische König Waldemar II. wird nach Anerkennung hoher Forderungen freigelassen. Die starken Belastungen und Gebietsabtretungen lassen ihn sofort Gegenmaßnahmen planen.

#### Weitere Ereignisse im Heiligen Römischen Reich

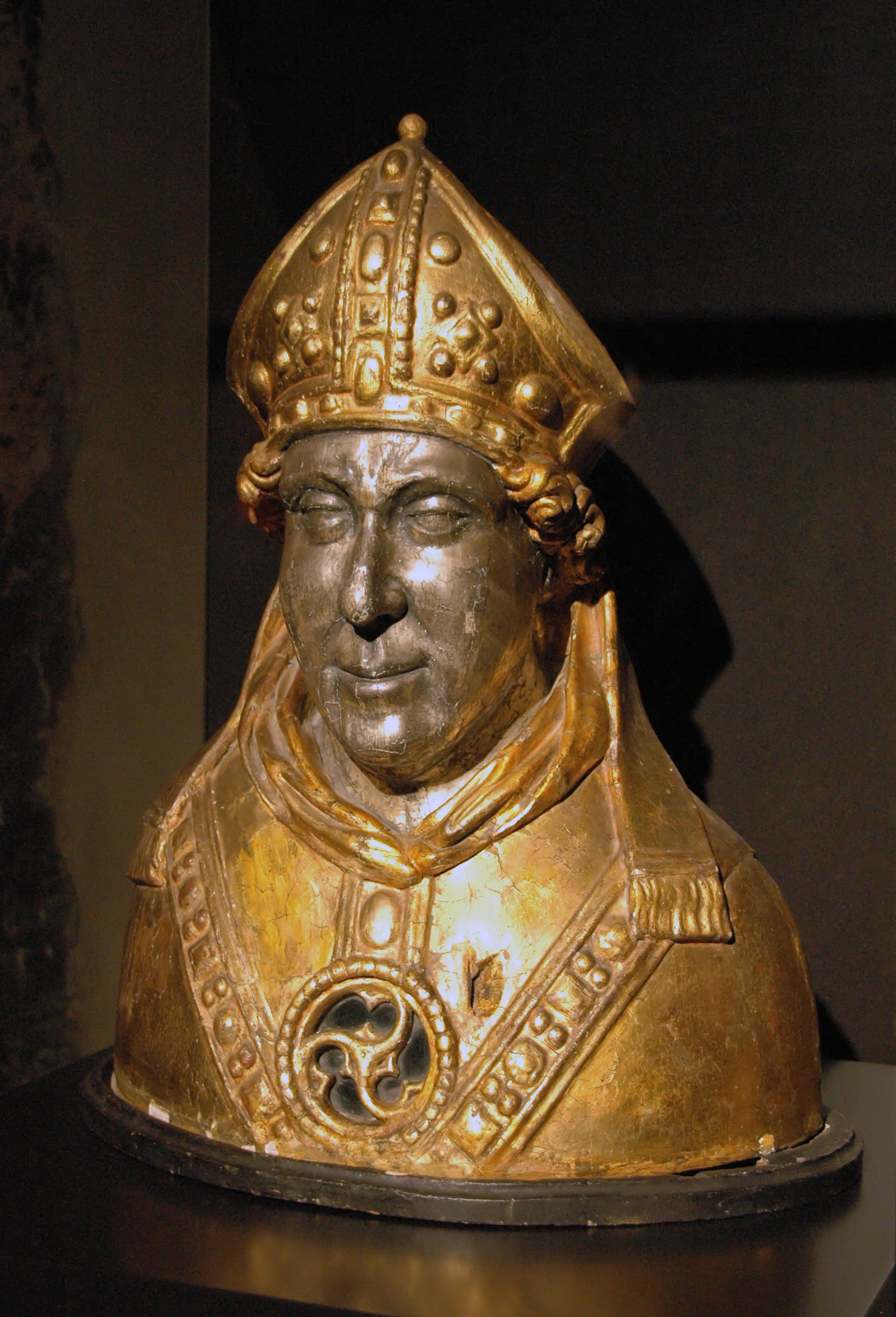
Reliquienbüste des heiligen Engelbert von Köln aus dem Essener Domschatz

- 7. November: Reichsverweser und Kölner Erzbischof, Engelbert I. von Köln, wird von Gefolgsleuten seines Verwandten Graf Friedrich von Isenberg getötet. Engelberts Nachfolger Heinrich I. von Müllenark beantragt auf dem Hoftag zu Nürnberg am 1. Dezember, die Reichsacht über Friedrich auszusprechen. Dem Antrag wird stattgegeben und die Schleifung seiner Burgen beschlossen. Friedrichs Burgen in Hattingen und Nienbrügge werden noch im Winter durch Graf Adolf I. von der Mark belagert und zerstört.

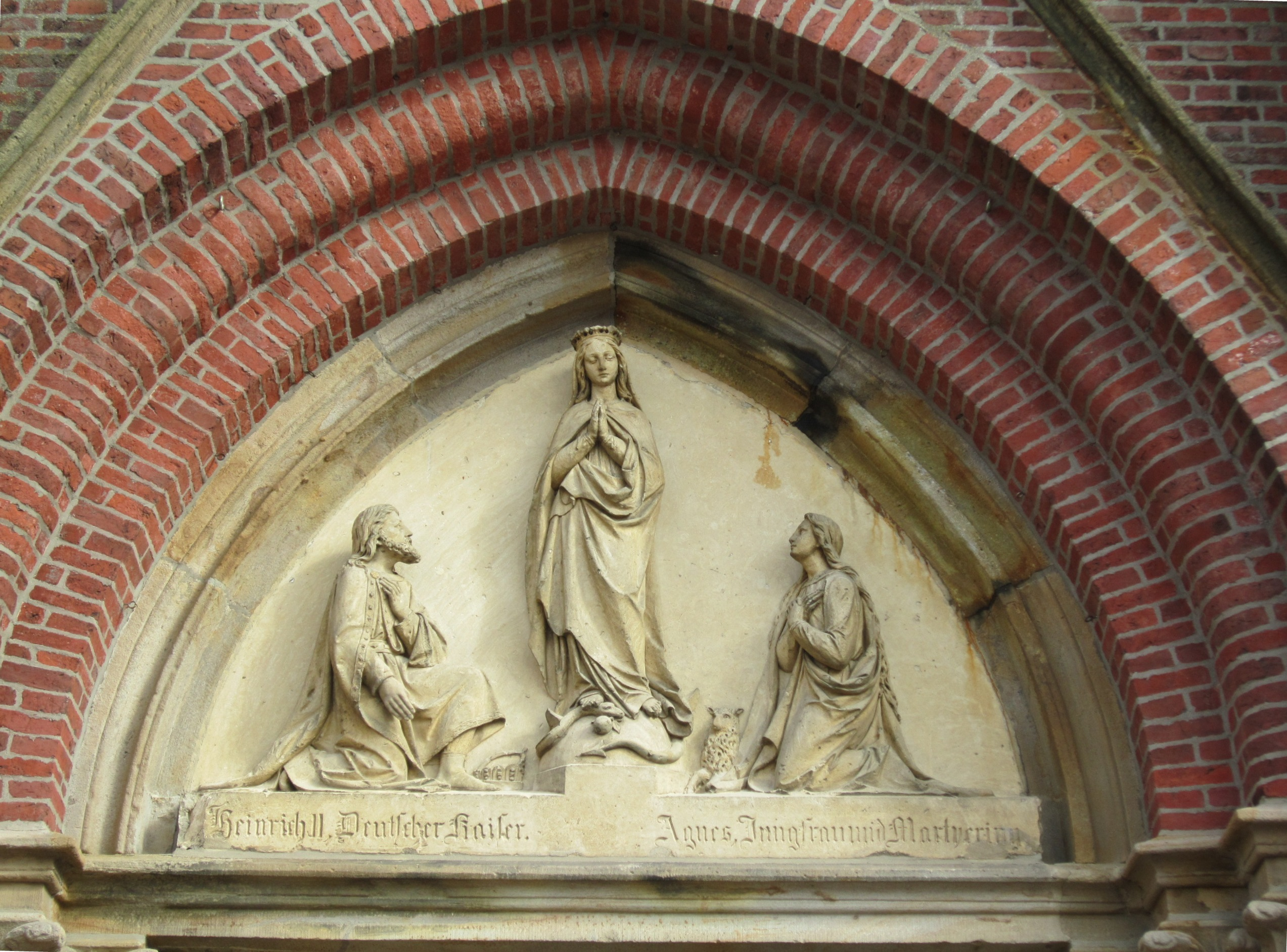
Darstellung der „Entlobung“ Heinrichs im Beisein der Heiligen Maria über dem Portal der Marienkirche in Quakenbrück

- Trotz der Verlobung mit der gleichaltrigen Agnes, Tochter des böhmischen Königs Ottokar I. Přemysl, im Jahr 1220 heiratet der römisch-deutsche (Mit-)König Heinrich am 29. November in Nürnberg auf Wunsch seines Vaters Friedrich II. die sieben Jahre ältere Margarete von Babenberg, Tochter des Herzogs Leopold VI. von Österreich.

#### Frankreich/Okzitanien
- 13. Februar: Papst Honorius III. ernennt Romano Bonaventura zum Legaten für Frankreich und stattet ihn mit einer Generalvollmacht in allen Albigenserangelegenheiten aus.
- 11. Juli: Papst Honorius widerruft die Belehnung Simon de Montforts mit den Ländereien der Raimundiner.
- 29. November: Trotz der Unterwerfungsbereitschaft Raimunds VII. von Toulouse verweigert ein von Romano Bonaventura geleitetes Konzil in Bourges ihm die Rekonziliation mit der Kirche und setzt seine Ländereien zur Beute aus, was einem neuerlichen Kreuzzug durch König Ludwig VIII. von Frankreich den Weg ebnet.
- Richard von Cornwall und William Longespée erobern im Auftrag des englischen Regenten Hubert de Burgh im Französisch-Englischen Krieg die Gascogne zurück.

#### Iberische Halbinsel
- Frühjahr: Die Fehde zwischen Nuno Sanchez von Roussillon und Wilhelm II. von Béarn, dem königlichen Prokurator der Krone Aragón, endet nach einer vergeblichen Belagerung von Wilhelms Stammburg Montcada i Reixac mit einer allgemeinen Versöhnung, nach der König Jakob I. selbständig die Regierung im Königreich Aragón übernimmt. Im April nimmt er in Tortosa feierlich das Kreuz zum Kampf gegen die Mauren, die darauf unternommene Belagerung von Peñíscola scheitert jedoch.

#### Byzantinisches Reich/Kreuzfahrerstaaten
- Wegen der geringen Resonanz bei den europäischen Herrschern bittet Kaiser Friedrich II. Papst Honorius III. um Aufschub für den von ihm gelobten Kreuzzug ins Heilige Land. Im Juli verpflichtet er sich im Vertrag von San Germano, spätestens im August 1227 aufzubrechen – um so den in Ägypten einstweilen gescheiterten Fünfter Kreuzzug fortzusetzen. Sollte er sein Versprechen brechen, droht ihm die Exkommunikation.

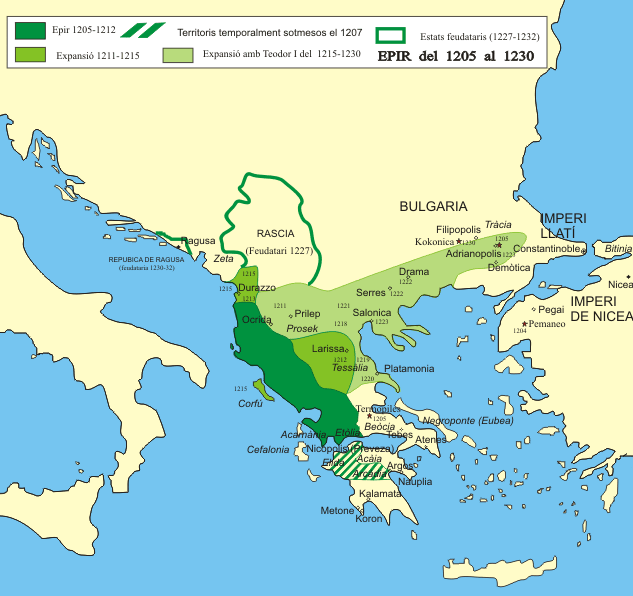
Die Expansion des Despotats Epirus

- 17. September: Bei dem Versuch, das Königreich Thessaloniki für seinen Bruder Demetrius von Montferrat zurückzugewinnen, erliegt Wilhelm VI. von Montferrat wie der Großteil seines Heeres in Almyros einer Durchfallepidemie. Demetrius kehrt daraufhin als bloßer Titularkönig nach Italien zurück, wo sein Neffe Bonifatius II. die Herrschaft über die Markgrafschaft Montferrat übernimmt. Thessaloniki bleibt fest in der Hand des Despotats Epirus unter Theodoros I. Komnenos Dukas, der überdies weitere Festungen in Westthrakien und dem Ägäisraum einnimmt und in Richtung Konstantinopel marschiert. Er schließt ein Bündnis mit dem bulgarischen Zaren Iwan Assen II. und erobert Adrianopel. Einen Belagerungsversuch Konstantinopels muss er allerdings Ende des Jahres aus Mangel an geeignetem Belagerungsgerät abbrechen.

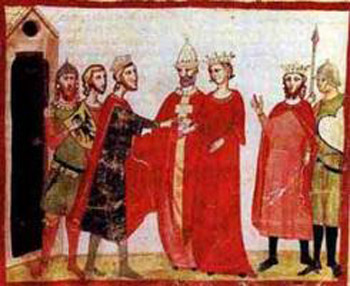
Die Hochzeit von Isabella und Friedrich

- 9. November: In Brindisi heiratet Kaiser Friedrich II. die 13-jährige Isabella II. von Jerusalem. Isabellas Vater Johann von Brienne, der sich die Aufrechterhaltung seiner Regentschaft im Königreich Jerusalem erhofft hat, wird in seinen Erwartungen enttäuscht, und er gerät in Konflikt mit Friedrich.
- Nach der vernichtenden Niederlage in der Schlacht von Poimanenon und dem Untergang des Königreichs Thessaloniki bittet der lateinische Kaiser Robert de Courtenay das Kaiserreich Nikaia und Kaiser Johannes III. um Frieden. Im folgenden Friedensvertrag verliert er praktisch alle lateinischen Besitzungen in Kleinasien. Das Lateinische Kaiserreich ist damit auf ein kleines Gebiet um Konstantinopel reduziert.
- 1225/1227: Theodoros I. Komnenos Dukas lässt sich von Demetrios Chomatenos, dem Erzbischof von Ohrid, zum Kaiser von Thessaloniki krönen.

#### Abbasidenreich/Kaukasus
- 2. Oktober: Nach dem Tod von an-Nāsir li-Dīn Allāh wird sein Sohn az-Zāhir bi-amr Allāh 35. Kalif der Abbasiden. Er versucht, die strenge Herrschaft seines Vaters zu mildern, indem er einige Steuern senkt und das Bespitzelungssystem abschafft. Gleichzeitig strebt er Reformen in der Verwaltung sowie den Aufbau eines starken Heeres an, um unter anderem der Bedrohung durch den letzten Choresm-Schah Dschalal ad-Din Mengübirti gewachsen zu sein. Dieser bedroht kurzfristig sogar Bagdad, kehrt dann jedoch um und erobert stattdessen das Reich der Atabegs von Aserbaidschan. Anschließend marschiert er gegen das Königreich Georgien unter Königin Rusudan.

#### Südostasien

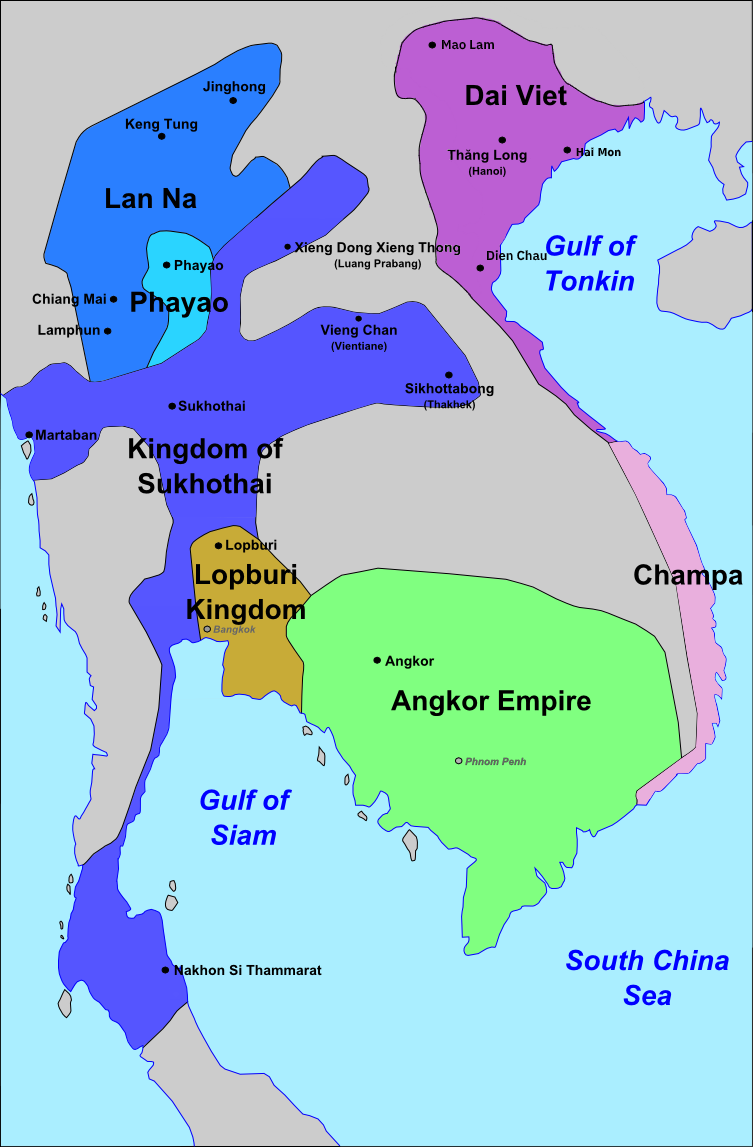
Südostasien im 13. Jahrhundert

- Der siebenjährige Trần Thái Tông wird Ende des Jahres von seinem Onkel, einem einflussreichen General, mit der gleichaltrigen Kaiserin Lý Chiêu Hoàng verheiratet. Die Trần-Dynastie löst damit die seit 1009 regierende Lý-Dynastie im vietnamesischen Reich Đại Việt ab.

#### Stadtrechte und urkundliche Ersterwähnungen
- Gadebusch in Mecklenburg und Witzenhausen an der Werra erhalten Stadtrechte.
- Aegerten, Berenbrock, Böhmenkirch, Buchs, Fräschels, Kamenz, Kürbitz im Vogtland, Lützelflüh, Muttenz, Sulzbach an der Murr, Thônex und Worfelden werden zum ersten Mal urkundlich erwähnt.

### Kultur
- Altfranzösische Literatur: Um 1225 entsteht das Prosimetrum Aucassin et Nicolette.

### Religion

#### Buddhismus
- Das Kloster Ngamring Chöde der Sakya-Schule und Jonang-Tradition des tibetischen Buddhismus wird gegründet.

#### Christentum
- Februar: Nach dem Tod von Dietrich von Homburg wird Hermann I. von Lobdeburg zu seinem Nachfolger als Bischof von Würzburg gewählt. Er bringt das Hochstift Würzburg zu territorialer Blüte.
- 27. Juli: In Visby auf der  Ostseeinsel Gotland wird die Sankt-Maria-Kirche geweiht.
- 15. November: Heinrich I. von Müllenark wird eine Woche nach der Ermordung seines Vorgängers Engelbert I. Erzbischof von Köln.
- Nach dem Tod von Radulf von Mérencourt wird Gerold von Lausanne Lateinischer Patriarch von Jerusalem.
- Die Schrift De divisione naturae des Johannes Scotus Eriugena wird nach 1210 neuerlich wegen Monismus kirchlich verurteilt.

## Geboren

### Geboren 1225
- Beatrix von Brabant, Landgräfin von Thüringen und deutsche Königin († 1288)
- Maria von Brienne, Kaiserin des lateinischen Reiches von Konstantinopel († 1275)
- Pierre de Tarentaise, unter dem Namen Innozenz V. Papst († 1276)
- Sancha von der Provence, deutsche Königin († 1261)
- Schem Tov ibn Falaquera, jüdischer Philosoph und Dichter im heutigen Spanien († um 1295)

### Geboren um 1225
- 1220/1225: Mechthild von Holstein, Königin von Dänemark († 1288)
- 1220/1225: Johannes Peckham, Franziskaner und englischer Theologe, Erzbischof von Canterbury († 1292)
- 1224/1225: Jean de Joinville, Begleiter und Chronist des französischen Königs Ludwig IX. († 1317)
- 1224/1225: Michael VIII. Dukas Komnenos Palaiologos, Kaiser des Byzantinischen Reichs († 1282)

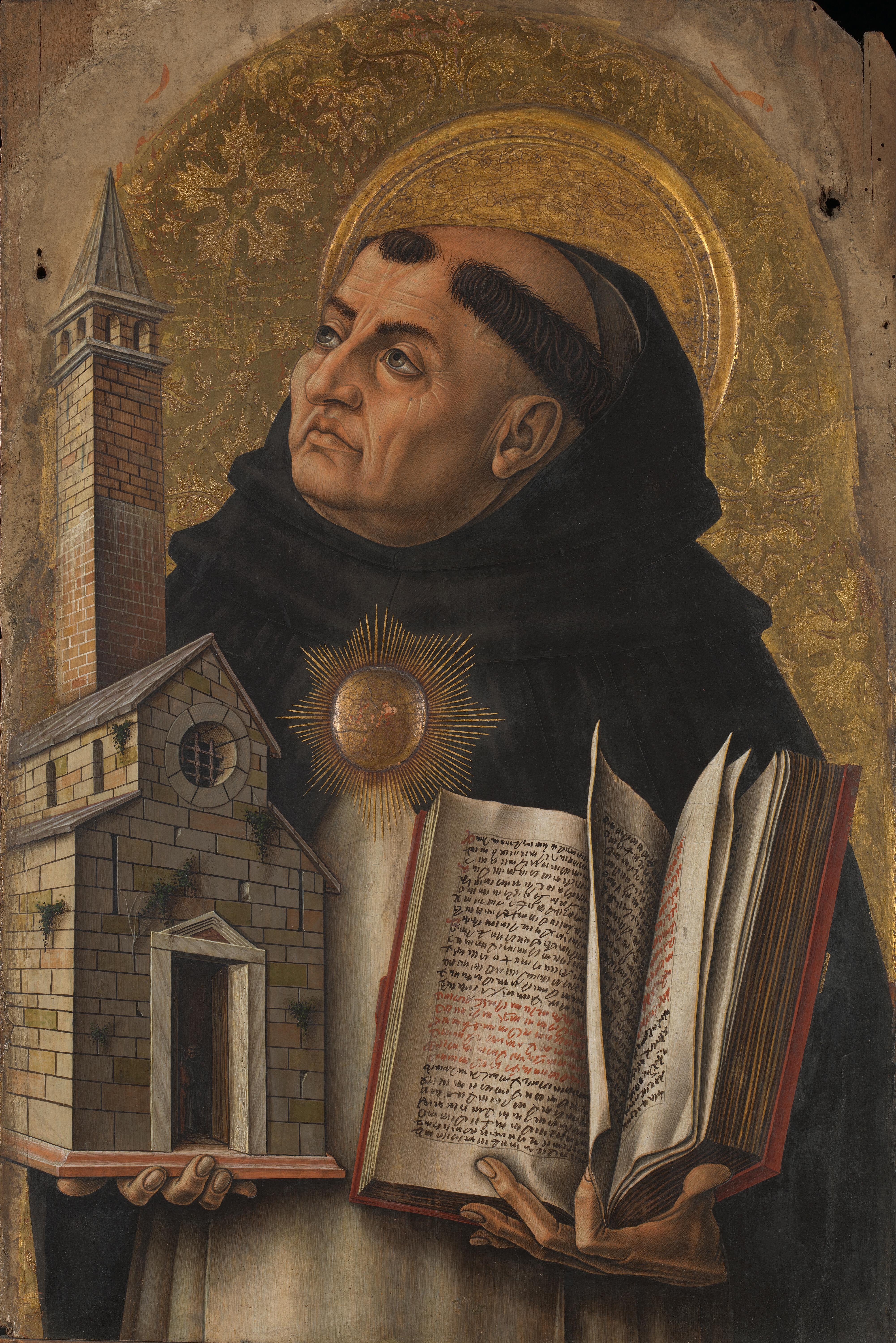
Thomas von Aquin (postumes Gemälde von Carlo Crivelli, 1476)

- Thomas von Aquin, italienischer Dominikaner, Philosoph und Theologe, Heiliger der katholischen Kirche († 1274)
- Hermann VI., Markgraf von Baden, Herzog von Österreich und Steiermark († 1250)
- Johannes XI., Patriarch von Konstantinopel († 1297)
- Otto I., Fürstbischof von Minden († 1275)
- Leo Thundorfer, Fürstbischof von Regensburg († 1277)
- Walter Winterburn, Provinzial der Englischen Ordensprovinz des Dominikanerordens und Kardinalpriester der Titelkirche S. Sabina († 1305)

## Gestorben

### Erstes Halbjahr
- 3. Januar: Adolf III., Graf von Holstein und Schauenburg (* 1160)
- Januar: Amicia FitzWilliam, anglonormannische Adelige (* um 1170)
- um den 11. Februar: Hugh Bigod, englischer Magnat
- 22. Februar: Bernard IV., Graf von Comminges
- Februar: Dietrich von Homburg, Bischof von Würzburg
- 6. Mai: John of Fountains, englischer Prälat, Abt von Fountains Abbey und Bischof der Diözese Ely
- um den 21. Juni: Konrad von Krosigk, Bischof von Halberstadt

### Zweites Halbjahr

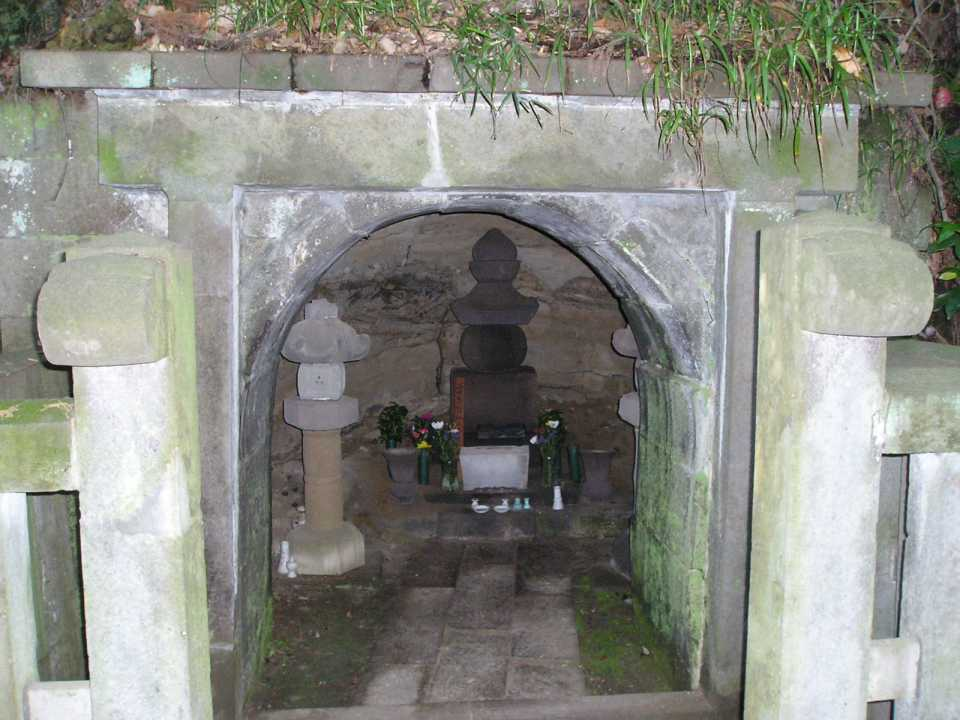
Grab von Ōe no Hiromoto in Kamakura

- 16. Juli: Ōe no Hiromoto, japanischer Hofadliger (* 1148)
- 16. August: Hōjō Masako, japanische Adlige (* 1157)
- 17. September: Wilhelm VI., Markgraf von Montferrat
- 28. September: Nikolaus II., Herr von Gadebusch (* vor 1180)
- 29. September: Arnaud Amaury, Abt von Cîteaux und Erzbischof von Narbonne, als päpstlicher Legat geistiger Führer des Albigenserkreuzzuges
- 2. Oktober: an-Nasir, Kalif der Abbasiden (* 1158)
- 28. Oktober: Jien, japanischer buddhistischer Mönch, Historiker und Dichter (* 1155)
- 7. November: Engelbert I., Graf von Berg und Erzbischof von Köln (* um 1185)
- 7. November: Nikolas Arnason, Bischof von Oslo (* um 1150)
- vor 26. Dezember: Geoffrey de Neville, englischer Adliger, Seneschall der Gascogne und King’s Chamberlain of the Household

### Genaues Todesdatum unbekannt
- Agnes II., Gräfin von Tonnerre, Auxerre und Nevers (* um 1205)
- Bernard Itier, französischer Geistlicher und Chronist (* 1163)
- Ma Yuan, chinesischer Maler (* 1160)
- Radulf von Mérencourt, Bischof von Sidon, Kanzler des Königreichs Jerusalem und Lateinischer Patriarch von Jerusalem
- Gérard de Rougemont, Bischof von Lausanne und Erzbischof von Besançon
- Śākyaśrībhadra, kaschmirischer Gelehrter des tibetischen Buddhismus (* 1127)
- Throphu Tshülthrim Sherab, Übersetzer der Throphu-Kagyü-Tradition des tibetischen Buddhismus (* 1173)
- Urso von Salerno, italienischer Arzt, Philosoph und Autor

### Gestorben um 1225
- Friedrich I. von Haunstadt, Fürstbischof von Eichstätt